# Ramphotyphlops albiceps
Ramphotyphlops albiceps là một loài rắn trong họ Typhlopidae. Loài này được Boulenger mô tả khoa học đầu tiên năm 1898.